# The Get Along Gang
The Get Along Gang (literalmente La pandilla que se lleva bien, traducida en Latinoamérica como La pandilla feliz, y La alegre pandilla en España), fue una franquicia popular en los años 1980 en Estados Unidos, de la que se derivó una serie animada. Se crearon 13 episodios de la serie más un episodio piloto. El piloto fue animado por Nelvana y se transmitió en Nickelodeon en 1984, sin embargo, la animación de la serie fue movida a DiC Entertainment para los 13 episodios regulares estrenados en septiembre de ese año en la cadena CBS, se transmitieron repeticiones hasta 1986. La serie fue traducida a otros idiomas y emitida en algunos países.

## Origen de los personajes
Los personajes provienen de tarjetas de felicitaciones, específicamente las hechas por American Greetings, que también creó  Care Bears y  Strawberry Shortcake (franquicias que en aquel tiempo también fueron convertidas en animación, aunque The Get Along Gang no logró el mismo nivel de éxito internacional que tuvieron estas), que se crearon en 1983. La franquicia se basó vagamente en las famosas comedias Our Gang. Los personajes consistían de un grupo de 12 animales antropomórficos preadolescentes, quienes vivían distintas aventuras en el pueblo ficticio de Pradera Verde (Green Meadow), en las cuales se enfatizaba la importancia del trabajo en equipo y la amistad, aunque en la serie únicamente 6 de ellos fueron personajes principales, como el nombre de la franquicia lo indica, el objetivo principal era enseñar a los niños a llevarse bien con los demás. El centro de las aventuras de la pandilla era su "casa club" ubicada en un furgón de cola abandonado.

## Contexto cultural
La serie refleja una situación propia de los años 1980, en que la gran influencia de grupos de padres se hacía sentir en el contenido y temática de la televisión dirigida a niños, exigiendo que los programas infantiles enfatizaran valores positivos, en lugar de la violencia y los conflictos (con algunas excepciones notables, como G.I. Joe). Por ende, a menudo la trama de la serie iba orientada a hacer énfasis en la armonía de grupo antes que al individualismo.
Cada uno de los personajes tenía defectos obvios, pero aprendían a superarlos con la ayuda de sus amigos. Por ejemplo, el líder del grupo, "Montgomery Alce", era muy torpe, mientras que Woolma Oveja era algo superficial, Bingo Castor gustaba de gastar bromas, la perrita Dotty era algo descuidada, el gato Zipper era algo exagerado, y la puercoespín Portia era susceptible a perder su temperamento. La breve serie, como muchas en los años 1980, generó una gran variedad de mercancía basada en el programa, incluyendo peluches, figuras de acción y libros de pintar, que eventualmente terminarían en 1987. La última retransmisión de la serie en EE. UU. ocurrió a fines de los años 1990 en el canal Pax TV. En los años 2000 se habló de un posible relanzamiento de la franquicia, al igual que las otras franquicias ya mencionadas que fueron relanzadas en la década, inclusive se llegó a hacer un piloto de una nueva serie animada por computadora en que aparecían personajes nuevos que eran "parientes" de la pandilla original, pero los planes de relanzamiento no se concretaron. En 2007 la empresa S'More Entertainment anunció que lanzaría la serie en DVD pero American Greetings se opuso y no fue lanzada. En julio de 2011 se lanzó un DVD con 10 de los 13 episodios de la serie.

## Personajes
- Los primeros 6 son los miembros principales de la pandilla, los otros 7 son miembros secundarios:
- Montgomery Alce- El líder del grupo, aunque algo torpe, es un buen atleta y tiene conocimientos de ciencia y electrónica. El tiene trece años.
- Dotty Perrita- Algo así como la sublíder de la pandilla, es una porrista. Ella tiene doce años.
- Woolma Oveja- Aspira a ser bailarina, sin embargo se define por su vanidad, y comúnmente llevaba un espejo para observarse. Ella tiene ocho años.
- Zipper Gato- Muy atlético, se consideraba a sí mismo como el más fuerte de la pandilla. El tiene diez años.
- Portia Puercoespín- Es la más pequeña de la pandilla, es curiosa y amistosa, pero susceptible a llorar o a hacer rabietas si se siente frustrada. Ella tiene cinco años.
- Bingo Castor- Bromista y también apostador, aunque muy amigable. El tiene nueve años.
- Braker Tortuga- Irónicamente, el corredor más rápido del pueblo de Pradera Verde. En la serie, es el único personaje secundario que tiene participación en la pandilla. El tiene diez años.
- Rocco Conejo- Un ex-bravucón reformado. El tiene once años.
- Duke Lobo - Un lobo que es fuerte, disputa todo con Zipper. El tiene quince años.
- Rudyard León- Estudiante de intercambio que se siente atraído por Woolma. El tiene once años.
- Flora Zorra- Aficionada a la fotografía y a la botánica, muy extrovertida a pesar de parecer tímida. Ella tiene diez años.
- Bernice Osa- Es sensible y le gusta que todo esté limpio y ordenado. Ella tiene diez años.
- Lolly Ardilla- Es algo chismosa, y además su padre es dueño de una fábrica de dulces. Ella tiene nueve años.

- Tiempo después de que se produjo la serie animada, se agregaron otros 2 personajes: Hocus Liebre (hembra) y Pocus Zarigüeya (macho), un par de magos.

- A menudo la pandilla era objeto de las travesuras de otros dos personajes:
- Coco Cocodrilo- Bravucón quien siempre quería tomar las cosas a su manera, llegando a intentar robarse la casa club de la Pandilla Feliz. El tiene trece años.
- Lelo Lagarto- Secuaz de Coco, es demasiado tonto (Le hace honor, a su nombre). El tiene once años.

## Transmisión
- Chile: La serie fue transmitida en 1988 por Canal 13 de lunes a viernes en el horario de la mañana.

- Colombia: Emitida por Producciones Cinevisión a partir del 31 de enero de 1988 los domingos a las 9:00 AM por la Cadena Dos de la extinta Inravisión.

- Costa Rica: La serie fue transmitida a finales de los años 1980 y principios de los 1990 por Canal 6, usualmente temprano en la tarde. La serie, a pesar de no ser un gran éxito comercial en el país (como sí lo fueron Los Pitufos), sí es muy recordada entre quienes eran niños en ese entonces, entre otros motivos por su temática (considerada como cursi por muchos), en ocasiones vista como trillada.

- España: Fue retrasmitida por TVE1 en 1987. La serie también fue parcialmente editada en formatos VHS y Betamax por la empresa Video Colección.

- México: Fue emitida brevemente a finales de los años 1980 en Canal 5 de Televisa. El doblaje al español latino de la serie fue realizado en este país. Cómo en el resto de Latinoamérica, la serie pasó bastante desapercibida.

- Venezuela: La transmisión de esta serie, corrió a cargo del canal Televen en el año 1992.

También fue transmitida en Brasil, Francia, Reino Unido y Polonia.